# Tunumiisut
Tunumiisut ist der in Ostgrönland (Tunu) gesprochene der drei Hauptdialekte des Grönländischen. Das von den Tunumiit besiedelte Ostgrönland hat rund 3100 Einwohner, die mehrheitlich Tunumiisut sprechen.

## Geschichte
Man geht davon aus, dass die Vorfahren der Tunumiit, die wie die Vorfahren der Kitaamiut der Thule-Kultur angehörten, zwischen 1300 und 1500 aus Alaska nach Nordgrönland einwanderten. Dort trafen sie auf die Mitglieder der Dorset-Kultur, die kurz darauf ausstarben. Durch den Sprachkontakt wandelte sich der Dialekt der späteren Tunumiit dahingehend, dass er zu einem i-Dialekt wurde, was das markanteste Merkmal des Dialekts gegenüber den in Westgrönland gesprochenen u-Dialekten ist. Die Gruppe zog anschließend ins unbevölkerte Ostgrönland, während ein kleiner Teil südwärts in den Distrikt Upernavik zog, wo der Upernavik-Dialekt als Mischdialekt aus West- und Ostgrönländisch entstand. Einige der Tunumiit zogen bis nach Südostgrönland, wo sie ebenfalls auf Westgrönländer trafen, sodass auch hier wie um Upernavik ein westgrönländischer i-Dialekt, das Südgrönländische entstand.
Die Erforschung der Sprache begann Ende des 19. Jahrhunderts, als Gustav Frederik Holm mit der Frauenbootexpedition erstmals Ostgrönland erforschte. Mit an Bord waren der Katechet Johannes Hansen und sein Neffe Johan Petersen, der durch den Kontakt mit nach Südgrönland zugewanderten Tunumiit Ostgrönländisch sprach und verstand. Anfang des 20. Jahrhunderts beschäftigte sich der Eskimologe William Thalbitzer intensiv mit den Tunumiit und ihrer Sprache. In jüngerer Zeit galt Elisa Maĸe als Expertin des Tunumiisut. Als bedeutendste und umfassendste Beschreibung des Dialekts gilt zudem die Arbeit von Pierre Robbe und Louis-Jacques Dorais aus den 1980er Jahren.

## Phonologie

### Vokale
Das ostgrönländische Vokalinventar entspricht dem des Westgrönländischen. Da es sich jedoch um einen i-Dialekt handelt, entspricht westgrönländisches /⁠u⁠/ häufig ostgrönländischem /⁠i⁠/. Hierbei sind deutliche Züge von Vokalharmonie erkennbar. /⁠u⁠/ wird dann nicht zu /⁠i⁠/, wenn es in der ersten Silbe des Wortes steht, im selben Morphem eine Silbe mit /⁠u⁠/ folgt, in der vorherigen Silbe ein etymologisches /⁠u⁠/ stand sowie nach einem bilabialen Konsonanten /⁠p⁠/, /⁠v⁠/ oder /⁠m⁠/. Das ostgrönländische Wort tunumiit entspricht deswegen dem westgrönländischen tunumiut. Allerdings sorgt die Vokalharmonie auch zu entgegengesetzten Entwicklungen und Hyperkorrektur, sodass das ostgrönländische ulumaat „Axt“ dem westgrönländischen ulimaat entspricht. Ein weiterer Lautwandel ist der von /⁠ɜ⁠/ zu /⁠ɑ⁠/ in bestimmten Positionen wie in saneraq „Seite“ > sanarngaq.

### Konsonanten
|                                    | Labiale | Labiale | Alveolare/ Palatale | Alveolare/ Palatale | Velare | Velare | Uvulare | Uvulare |
|                                    | sth.    | stl.    | sth.                | stl.                | sth.   | stl.   | sth.    | stl.    |
| ---------------------------------- | ------- | ------- | ------------------- | ------------------- | ------ | ------ | ------- | ------- |
| Plosive                            |         | [⁠p(ː)⁠]  |                     | [⁠t(ː)⁠], [⁠tˢ⁠]        |        | [⁠k(ː)⁠] |         | [⁠q(ː)⁠]  |
| Frikative/Approximanten/Affrikaten | [⁠v⁠]     |         | [⁠j⁠]                 | [⁠s(ː)⁠], [⁠t͡ːs⁠]       | [⁠ɣ⁠]    |        | [⁠ʁ⁠]     |         |
| Nasale                             | [⁠m(ː)⁠]  |         | [⁠n(ː)⁠]              |                     | [⁠ŋ(ː)⁠] |        | [⁠ɴ⁠]     |         |
| Flap                               |         |         | /⁠ɾ⁠/                 |                     |        |        |         |         |

Das ostgrönländische Konsonanteninventar unterscheidet sich vom Westgrönländischen durch den Mangel an stimmlosen Frikativen, die alle zu Plosiven geworden sind (/⁠fː⁠/ > /⁠pː⁠/, /⁠sː⁠/ > /⁠tː⁠/, /⁠çː⁠/ > /⁠kː⁠/ und /⁠χː⁠/ > /⁠qː⁠/).
Die intervokalischen kurzen Plosive /⁠t⁠/, /⁠k⁠/ und /⁠q⁠/ sind hingegen zu /⁠ɾ⁠/, /⁠ɣ⁠/ und /⁠ʁ⁠/ lenisiert worden, während ursprüngliches /⁠ɣ⁠/ und /⁠ʁ⁠/ zu /⁠ŋ⁠/ und /⁠ɴ⁠/ nasaliert worden sind.
Die Phoneme /⁠s⁠/ und /⁠l⁠/ weisen im Ostgrönländischen spezielle Entwicklungen auf. Das westgrönländische /⁠s⁠/ ist wortinitial zu /⁠tˢ⁠/ affriziert worden, während das westgrönländische /⁠tˢ⁠/ vor /⁠i⁠/ im Ostgrönländischen nicht affriziert wird. /⁠ʃ⁠/, das im Westgrönländischen bei den meisten Sprechern mit /⁠s⁠/ zusammengefallen ist, ist wie /⁠t⁠/ zu /⁠ɾ⁠/ geworden. Die gelängten Formen /⁠sː⁠/ und /⁠ʃː⁠/ entsprechen hingegen /⁠t͡ːs⁠/ und /⁠tː⁠/. Das kurze /⁠l⁠/ ist ebenfalls zu /⁠ɾ⁠/ geworden. /⁠ɬː⁠/ ist wie /⁠ʃː⁠/ zu /⁠tː⁠/ geworden, wenn es etymologisch aus /⁠l⁠/ entstanden ist, während etymologisches /⁠ɬ⁠/ zu /⁠t͡ːs⁠/ oder nach uvularisiertem Vokal zu /⁠sː⁠/ geworden ist.
Weiterhin hat im Laufe der Sprachgeschichte im Ostgrönländischen ein starker Konsonantenschwund stattgefunden. Zwischen zwei gleichen Vokalen schwinden /⁠n⁠/, /⁠ŋ⁠/ (auch < /⁠ɣ⁠/) und /⁠ɴ⁠/ (auch < /⁠ʁ⁠/) sowie /⁠j⁠/ oft, weswegen inuk „Mensch“, ingerlavoq „er geht“, tiguaa „sie nimmt es“, nerivoq „er isst“ und pujortaat „Pfeife“ auf Tunumiisut iik, eertavoq, tiivaa, niivoq und poortaat lauten.

## Grammatik

### Substantive
Im Ostgrönländischen unterscheidet sich das Nominalsystem dadurch, dass Vokalstämme zu schwachen q-Stämmen geworden sind, die jedoch im Gegensatz zu den ursprünglichen schwachen q-Stämmen nicht geminieren. Da die auslautenden Konsonanten meist nicht ausgesprochen werden, muss die westgrönländische Nebenform des Ablativs als Standardform genutzt werden. Instrumentalis, Lokativ und Allativ werden jedoch häufig völlig gleich ausgesprochen. Weitere Unterschiede ist der fehlende Zusammenfall von Absolutiv und Ergativ Plural sowie der Zusammenfall von Vialis Singular und Plural. Im Folgenden ist das Flexionsparadigma des Wortes itteq „Haus“ (westgrönländisch illu) angegeben.
| Kasus                   | Singular    | Plural      |  | Singular                   | Plural                            |
| ----------------------- | ----------- | ----------- |  | -------------------------- | --------------------------------- |
| Absolutiv               | -Ø          | -(i)t       |  | itteq „Haus“               | itti-t „Häuser“                   |
| Relativ                 | -(vi)p      | -vit        |  | itti-(vi)p „des Hauses“    | itti-vit „der Häuser“             |
| Instrumentalis („mit“)  | -mik        | -nik        |  | itti-mik „mit dem Haus“    | itti-nik „mit den Häusern“        |
| Lokativ („in, an, auf“) | -mi         | -ni         |  | itti-mi „im Haus“          | itti-ni „in den Häusern“          |
| Allativ („hin zu“)      | -mut        | -nut        |  | itti-mut „zum Haus“        | itti-nut „zu den Häusern“         |
| Ablativ („von her“)     | -minngaanii | -ninngaanii |  | itti-minngaanii „vom Haus“ | itti-ninngaanii „von den Häusern“ |
| Vialis („durch, über“)  | -kkut/-kkit | -kkut/-kkit |  | itti-kkut „über das Haus“  | itti-kkut „über die Häuser“       |
| Äqualis („wie, als“)    | -sut        | -sut        |  | itti-sut „wie das Haus“    | itti-sut „wie die Häuser“         |

Wie im Westgrönländischen können auch im Tunumiisut alle Substantive possessiv flektiert werden. Hier ist der phonologisch bedingte Zusammenfall der einzelnen Flexionsformen noch deutlicher.
| Possessor    | Absolutiv                                        | Absolutiv                                        | Relativ                                                | Relativ                                                | Instrumentalis/Lokativ/Allativ/Ablativ                   | Instrumentalis/Lokativ/Allativ/Ablativ                   | Vialis                                                  | Vialis                                                  | Äqualis                                                 | Äqualis                                                 |
| Possessor    | Sg.                                              | Pl.                                              | Sg.                                                    | Pl.                                                    | Sg.                                                      | Pl.                                                      | Sg.                                                     | Pl.                                                     | Sg.                                                     | Pl.                                                     |
| ------------ | ------------------------------------------------ | ------------------------------------------------ | ------------------------------------------------------ | ------------------------------------------------------ | -------------------------------------------------------- | -------------------------------------------------------- | ------------------------------------------------------- | ------------------------------------------------------- | ------------------------------------------------------- | ------------------------------------------------------- |
| 1. Sg. Poss. | itti-nga „mein Haus“                             | itti-kka „meine Häuser“                          | itti-ma „meines Hauses“                                | itti-mma „meiner Häuser“                               | itti-nni „in meinem Haus/meinen Häusern“                 | itti-nni „in meinem Haus/meinen Häusern“                 | itti-kkut „über mein Haus/meine Häuser“                 | itti-kkut „über mein Haus/meine Häuser“                 | itti-sut „wie mein Haus“                                | itti-kkasut „wie meine Häuser“                          |
| 1. Pl. Poss. | itte-rput „unser Haus“                           | itti-vut „unsere Häuser“                         | itti-tta „unseres Hauses/unserer Häuser“               | itti-tta „unseres Hauses/unserer Häuser“               | itti-ttinni „in unserem Haus/unseren Häusern“            | itti-ttinni „in unserem Haus/unseren Häusern“            | itti-ttingit „über unser Haus/unsere Häuser“            | itti-ttingit „über unser Haus/unsere Häuser“            | itti-ttisut „wie unser Haus/unsere Häuser“              | itti-ttisut „wie unser Haus/unsere Häuser“              |
| 2. Sg. Poss. | itti-t „dein Haus“                               | itti-lit „deine Häuser“                          | itti-vit „deines Hauses/deiner Häuser“                 | itti-vit „deines Hauses/deiner Häuser“                 | itti-nni „in deinem Haus/deinen Häusern“                 | itti-nni „in deinem Haus/deinen Häusern“                 | itti-kkut „über dein Haus/deine Häuser“                 | itti-kkut „über dein Haus/deine Häuser“                 | itti-sut „wie dein Haus“                                | itti-liisut „wie deine Häuser“                          |
| 2. Pl. Poss. | itti-si „euer Haus/eure Häuser“                  | itti-si „euer Haus/eure Häuser“                  | itti-si „eures Hauses/eurer Häuser“                    | itti-si „eures Hauses/eurer Häuser“                    | itti-tsinni „in eurem Haus/euren Häusern“                | itti-tsinni „in eurem Haus/euren Häusern“                | itti-tsingit „über euer Haus/eure Häuser“               | itti-tsingit „über euer Haus/eure Häuser“               | itti-tsisut „wie euer Haus/eure Häuser“                 | itti-tsisut „wie euer Haus/eure Häuser“                 |
| 3. Sg. Poss. | itti-(v)a „sein Haus“                            | itti-(v)at „seine Häuser“                        | itti-(v)ala „seines Hauses/seiner Häuser“              | itti-(v)ala „seines Hauses/seiner Häuser“              | itti-(v)ani „in seinem Haus“                             | itti-(v)anni „in seinen Häusern“                         | itti-(v)asingit „über sein Haus/seine Häuser“           | itti-(v)asingit „über sein Haus/seine Häuser“           | itti-(v)asut „wie sein Haus/seine Häuser“               | itti-(v)asut „wie sein Haus/seine Häuser“               |
| 3. Pl. Poss. | itti-(v)at „ihr Haus/ihre Häuser“                | itti-(v)at „ihr Haus/ihre Häuser“                | itti-(v)ala „ihres Hauses/ihrer Häuser“                | itti-(v)ala „ihres Hauses/ihrer Häuser“                | itti-(v)anni „in ihrem Haus/ihren Häusern“               | itti-(v)anni „in ihrem Haus/ihren Häusern“               | itti-(v)asingit „über ihr Haus/ihre Häuser“             | itti-(v)asingit „über ihr Haus/ihre Häuser“             | itti-(v)asut „wie ihr Haus/ihre Häuser“                 | itti-(v)asut „wie ihr Haus/ihre Häuser“                 |
| 4. Sg. Poss. | itti-ni „sein eigenes Haus/seine eigenen Häuser“ | itti-ni „sein eigenes Haus/seine eigenen Häuser“ | itti-mii „seines eigenen Hauses/seiner eigenen Häuser“ | itti-mii „seines eigenen Hauses/seiner eigenen Häuser“ | itti-mii „in seinem eigenen Haus/seinen eigenen Häusern“ | itti-mii „in seinem eigenen Haus/seinen eigenen Häusern“ | itti-mii „über sein eigenes Haus/seine eigenen Häuser“  | itti-mii „über sein eigenes Haus/seine eigenen Häuser“  | itti-misut „wie sein eigenes Haus/seine eigenen Häuser“ | itti-misut „wie sein eigenes Haus/seine eigenen Häuser“ |
| 4. Pl. Poss. | itti-li „ihr eigenes Haus/ihre eigenen Häuser“   | itti-li „ihr eigenes Haus/ihre eigenen Häuser“   | itti-mii „ihres eigenen Hauses/ihrer eigenen Häuser“   | itti-mii „ihres eigenen Hauses/ihrer eigenen Häuser“   | itti-minni „in ihrem eigenen Haus/ihren eigenen Häusern“ | itti-minni „in ihrem eigenen Haus/ihren eigenen Häusern“ | itti-mikkit „über ihr eigenes Haus/ihre eigenen Häuser“ | itti-mikkit „über ihr eigenes Haus/ihre eigenen Häuser“ | itti-misut „wie ihr eigenes Haus/ihre eigenen Häuser“   | itti-misut „wie ihr eigenes Haus/ihre eigenen Häuser“   |

### Verben

#### Konjugation
Bei den Verben ist ebenfalls der Zusammenfall zahlreicher Formen gegenüber dem Westgrönländischen bemerkbar. Als Beispielwort ist hier der ambivalente Stamm tagi- „sehen“ (westgrönländisch taku-) angegeben.

##### Indikativ
Als übergeordneter Modus kann der Indikativ nicht in der 4. Person flektiert werden.
|           |          | Intransitiv | Objekt        | Objekt         | Objekt      | Objekt     | Objekt      | Objekt      | Objekt | Objekt |
| 1. Sg. O. | 1 Pl. O. | Intransitiv | 2. Sg. O.     | 2. Pl. O.      | 3. Sg. O.   | 3. Pl. O.  | 4. Sg. O.   | 4. Pl. O.   |        |        |
| --------- | -------- | ----------- | ------------- | -------------- | ----------- | ---------- | ----------- | ----------- | ------ | ------ |
| Subjekt   | 1. Sg.   | tagi-vua    | —             | —              | tagi-vakkit | tagi-vatsi | tagi-varnga | tagi-vakka  | —      | —      |
| Subjekt   | 1. Pl.   | tagi-vuut   | —             | —              | tagi-vatsi  | tagi-vatsi | tagi-varput | tagi-varput | —      | —      |
| Subjekt   | 2. Sg.   | tagi-vulit  | tagi-varma    | tagi-vatsinga  | —           | —          | tagi-vat    | tagi-valit  | —      | —      |
| Subjekt   | 2. Pl.   | tagi-vusi   | tagi-vatsinga | tagi-vatsinga  | —           | —          | tagi-vatsi  | tagi-vatsi  | —      | —      |
| Subjekt   | 3. Sg.   | tagi-voq    | tagi-vaanga   | tagi-vaalingit | tagi-vaalit | tagi-vaasi | tagi-vaa    | tagi-vaat   | —      | —      |
| Subjekt   | 3. Pl.   | tagi-pput   | tagi-vaannga  | tagi-vaalingit | tagi-vaalit | tagi-vaasi | tagi-vaat   | tagi-vaat   | —      | —      |
| Subjekt   | 4. Sg.   | —           | —             | —              | —           | —          | —           | —           | —      | —      |
| Subjekt   | 4. Pl.   | —           | —             | —              | —           | —          | —           | —           | —      | —      |

##### Interrogativ
Der Interrogativ kann nur in der 2. Person sowie intransitiv in der 3. Person flektiert werden.
|           |          | Intransitiv | Objekt       | Objekt       | Objekt    | Objekt    | Objekt      | Objekt      | Objekt | Objekt |
| 1. Sg. O. | 1 Pl. O. | Intransitiv | 2. Sg. O.    | 2. Pl. O.    | 3. Sg. O. | 3. Pl. O. | 4. Sg. O.   | 4. Pl. O.   |        |        |
| --------- | -------- | ----------- | ------------ | ------------ | --------- | --------- | ----------- | ----------- | ------ | ------ |
| Subjekt   | 1. Sg.   | —           | —            | —            | —         | —         | —           | —           | —      | —      |
| Subjekt   | 1. Pl.   | —           | —            | —            | —         | —         | —           | —           | —      | —      |
| Subjekt   | 2. Sg.   | tagi-vit    | tagi-vinga   | tagi-visinga | —         | —         | tagi-viik   | tagi-vingit | —      | —      |
| Subjekt   | 2. Pl.   | tagi-visi   | tagi-visinga | tagi-visinga | —         | —         | tagi-visiik | tagi-visiik | —      | —      |
| Subjekt   | 3. Sg.   | tagi-va     | —            | —            | —         | —         | —           | —           | —      | —      |
| Subjekt   | 3. Pl.   | tagi-ppat   | —            | —            | —         | —         | —           | —           | —      | —      |
| Subjekt   | 4. Sg.   | —           | —            | —            | —         | —         | —           | —           | —      | —      |
| Subjekt   | 4. Pl.   | —           | —            | —            | —         | —         | —           | —           | —      | —      |

##### Imperativ/Optativ
Der Imperativ kann nur in der 1. Person Plural und in der 2. Person flektiert werden, während die übrigen transitiven Formen vom Optativ ersetzt werden. Hierbei muss das Derivationsmorphem NIAR genutzt werden.
|           |          | Intransitiv   | Objekt           | Objekt             | Objekt             | Objekt          | Objekt           | Objekt            | Objekt | Objekt |
| 1. Sg. O. | 1 Pl. O. | Intransitiv   | 2. Sg. O.        | 2. Pl. O.          | 3. Sg. O.          | 3. Pl. O.       | 4. Sg. O.        | 4. Pl. O.         |        |        |
| --------- | -------- | ------------- | ---------------- | ------------------ | ------------------ | --------------- | ---------------- | ----------------- | ------ | ------ |
| Subjekt   | 1. Sg.   | —             | —                | —                  | tagi-niar-takkit   | tagi-niar-tatsi | tagi-niar-tarnga | tagi-niar-takka   | —      | —      |
| Subjekt   | 1. Pl.   | tagi-niar-ta  | —                | —                  | tagi-niar-tatsi    | tagi-niar-tatsi | tagi-niar-tarput | tagi-niar-tarput  | —      | —      |
| Subjekt   | 2. Sg.   | tagi-nia-at   | tagi-nia-nnga    | tagi-niar-singa    | —                  | —               | tagi-nia-ak      | tagi-nia-kkit     | —      | —      |
| Subjekt   | 2. Pl.   | tagi-nia-atsi | tagi-niar-singa  | tagi-niar-singa    | —                  | —               | tagi-niar-siik   | tagi-niar-siik    | —      | —      |
| Subjekt   | 3. Sg.   | —             | tagi-niar-tinga  | tagi-niar-tilingit | tagi-niar-tilit    | tagi-niar-tisi  | tagi-niar-tiik   | tagi-niar-tingit  | —      | —      |
| Subjekt   | 3. Pl.   | —             | tagi-niar-tinnga | tagi-niar-tilingit | tagi-niar-tittitik | tagi-niar-tisi  | tagi-niar-tittik | tagi-niar-titsiik | —      | —      |
| Subjekt   | 4. Sg.   | —             | —                | —                  | —                  | —               | —                | —                 | —      | —      |
| Subjekt   | 4. Pl.   | —             | —                | —                  | —                  | —               | —                | —                 | —      | —      |

Daneben existiert noch ein vollständig neugebildeter Optativ.
|           |          | Intransitiv      | Objekt              | Objekt                | Objekt             | Objekt            | Objekt           | Objekt           | Objekt | Objekt |
| 1. Sg. O. | 1 Pl. O. | Intransitiv      | 2. Sg. O.           | 2. Pl. O.             | 3. Sg. O.          | 3. Pl. O.         | 4. Sg. O.        | 4. Pl. O.        |        |        |
| --------- | -------- | ---------------- | ------------------- | --------------------- | ------------------ | ----------------- | ---------------- | ---------------- | ------ | ------ |
| Subjekt   | 1. Sg.   | tagi-iatsi-inga  | —                   | —                     | tagi-iatsi-ikkit   | tagi-iatsi-itsi   | tagi-iatsi-inga  | tagi-iatsi-ikkut | —      | —      |
| Subjekt   | 1. Pl.   | tagi-iatsi-ipput | —                   | —                     | tagi-iatsi-itsi    | tagi-iatsi-itsi   | tagi-iatsi-ipput | tagi-iatsi-ipput | —      | —      |
| Subjekt   | 2. Sg.   | tagi-iatsa-ngit  | tagi-iatsi-imma     | tagi-iatsi-itsinga    | —                  | —                 | tagi-iatsa-ngit  | tagi-iatsi-ilit  | —      | —      |
| Subjekt   | 2. Pl.   | tagi-iatsi-itsi  | tagi-iatsi-itsinga  | tagi-iatsi-itsinga    | —                  | —                 | tagi-iatsi-itsi  | tagi-iatsi-itsi  | —      | —      |
| Subjekt   | 3. Sg.   | tagi-iatsa-ngaa  | tagi-iatsa-ngaanga  | tagi-iatsa-ngaalingit | tagi-iatsa-ngaalit | tagi-iatsa-ngaasi | tagi-iatsa-ngaat | tagi-iatsa-ngat  | —      | —      |
| Subjekt   | 3. Pl.   | tagi-iatsa-ngaat | tagi-iatsa-ngaannga | tagi-iatsa-ngaalingit | tagi-iatsa-ngaalit | tagi-iatsa-ngaasi | tagi-iatsa-ngaat | tagi-iatsa-ngat  | —      | —      |
| Subjekt   | 4. Sg.   | —                | —                   | —                     | —                  | —                 | —                | —                | —      | —      |
| Subjekt   | 4. Pl.   | —                | —                   | —                     | —                  | —                 | —                | —                | —      | —      |

##### Kausativ
Der Kausativ und der Iterativ können in allen vier Personen flektiert werden.
|           |          | Intransitiv | Objekt         | Objekt           | Objekt        | Objekt       | Objekt          | Objekt          | Objekt          | Objekt          |
| 1. Sg. O. | 1 Pl. O. | Intransitiv | 2. Sg. O.      | 2. Pl. O.        | 3. Sg. O.     | 3. Pl. O.    | 4. Sg. O.       | 4. Pl. O.       |                 |                 |
| --------- | -------- | ----------- | -------------- | ---------------- | ------------- | ------------ | --------------- | --------------- | --------------- | --------------- |
| Subjekt   | 1. Sg.   | tagi-ngama  | —              | —                | tagi-ngakkit  | tagi-ngatsi  | tagi-ngakku     | tagi-ngakkut    | tagi-ngakku     | tagi-ngakkut    |
| Subjekt   | 1. Pl.   | tagi-ngatta | —              | —                | tagi-ngatsiit | tagi-ngatsi  | tagi-ngattingit | tagi-ngattingit | tagi-ngattingit | tagi-ngattingit |
| Subjekt   | 2. Sg.   | tagi-ngavit | tagi-ngamma    | tagi-ngatsinga   | —             | —            | tagi-ngakkit    | tagi-ngakkit    | tagi-ngakkit    | tagi-ngakkit    |
| Subjekt   | 2. Pl.   | tagi-ngatsi | tagi-ngatsinga | tagi-ngatsinnga  | —             | —            | tagi-ngatsiik   | tagi-ngatsiik   | tagi-ngatsiik   | tagi-ngatsiik   |
| Subjekt   | 3. Sg.   | tagi-mmat   | tagi-mmanga    | tagi-mmalingit   | tagi-mmalit   | tagi-mmasi   | tagi-mmangi     | tagi-mmangit    | tagi-mmangi     | tagi-mmangit    |
| Subjekt   | 3. Pl.   | tagi-mmala  | tagi-mmannga   | tagi-mmalingit   | tagi-mmalit   | tagi-mmasi   | tagi-mmattik    | tagi-mmattik    | tagi-mmangi     | tagi-mmattik    |
| Subjekt   | 4. Sg.   | tagi-ngami  | tagi-ngaminga  | tagi-ngamilingit | tagi-ngamisit | tagi-ngamisi | tagi-ngamiik    | tagi-ngamingit  | —               | —               |
| Subjekt   | 4. Pl.   | tagi-ngamik | tagi-ngaminnga | tagi-ngamilingit | tagi-ngamisit | tagi-ngamisi | tagi-ngamikki   | tagi-ngamikkit  | —               | —               |

##### Konditionalis
Der Konditionalis kann in allen vier Personen flektiert werden. Er kann auch mit dem Suffix -iar- vor der Endung gebildet werden, um die Bedeutung „wenn“ zu unterstreichen, und -iatsa-, um die Bedeutung „falls“ zu unterstreichen.
|           |          | Intransitiv | Objekt             | Objekt               | Objekt            | Objekt           | Objekt              | Objekt              | Objekt              | Objekt              |
| 1. Sg. O. | 1 Pl. O. | Intransitiv | 2. Sg. O.          | 2. Pl. O.            | 3. Sg. O.         | 3. Pl. O.        | 4. Sg. O.           | 4. Pl. O.           |                     |                     |
| --------- | -------- | ----------- | ------------------ | -------------------- | ----------------- | ---------------- | ------------------- | ------------------- | ------------------- | ------------------- |
| Subjekt   | 1. Sg.   | tagi-nguma  | —                  | —                    | tagi-iar-ngikkit  | tagi-iar-ngitsi  | tagi-iar-ngikku     | tagi-iar-ngikkut    | tagi-iar-ngikku     | tagi-iar-ngikkut-   |
| Subjekt   | 1. Pl.   | tagi-ngutta | —                  | —                    | tagi-iar-ngitsiit | tagi-iar-ngitsi  | tagi-iar-ngittingit | tagi-iar-ngittingit | tagi-iar-ngittingit | tagi-iar-ngittingit |
| Subjekt   | 2. Sg.   | tagi-nguit  | tagi-iar-ngimma    | tagi-iar-ngitsinga   | —                 | —                | tagi-iar-ngikkit    | tagi-iar-ngikkit    | tagi-iar-ngikkit    | tagi-iar-ngikkit    |
| Subjekt   | 2. Pl.   | tagi-ngutsi | tagi-iar-ngitsinga | tagi-iar-ngitsinnga  | —                 | —                | tagi-iar-ngitsiik   | tagi-iar-ngitsiik   | tagi-iar-ngitsiik   | tagi-iar-ngitsiik   |
| Subjekt   | 3. Sg.   | tagi-ppat   | tagi-iar-panga     | tagi-iar-palingit    | tagi-iar-palit    | tagi-iar-pasi    | tagi-iar-pangi      | tagi-iar-pangit     | tagi-iar-pangi      | tagi-iar-pangit     |
| Subjekt   | 3. Pl.   | tagi-ppala  | tagi-iar-pannga    | tagi-iar-palingit    | tagi-iar-palit    | tagi-iar-pasi    | tagi-iar-pattik     | tagi-iar-pattik     | tagi-iar-pangi      | tagi-iar-pattik     |
| Subjekt   | 4. Sg.   | tagi-nguni  | tagi-iar-ngininga  | tagi-iar-nginilingit | tagi-iar-nginisit | tagi-iar-nginisi | tagi-iar-nginiik    | tagi-iar-nginingit  | —                   | —                   |
| Subjekt   | 4. Pl.   | tagi-ngunik | tagi-iar-ngininnga | tagi-iar-nginilingit | tagi-iar-nginisit | tagi-iar-nginisi | tagi-iar-nginikki   | tagi-iar-nginikkit  | —                   | —                   |

##### Kontemporativ
Der positive und negative Kontemporativ können nicht in der 3. Person flektiert werden, da hierfür der Partizipialis eintritt. Das Subjekt wird transitiv nicht markiert, da es durch das Subjekt des übergeordneten Verbs impliziert ist.
|           |          | Intransitiv | Objekt    | Objekt     | Objekt      | Objekt     | Objekt      | Objekt       | Objekt     | Objekt      |
| 1. Sg. O. | 1 Pl. O. | Intransitiv | 2. Sg. O. | 2. Pl. O.  | 3. Sg. O.   | 3. Pl. O.  | 4. Sg. O.   | 4. Pl. O.    |            |             |
| --------- | -------- | ----------- | --------- | ---------- | ----------- | ---------- | ----------- | ------------ | ---------- | ----------- |
| Subjekt   | 1. Sg.   | tagi-ttua   | tagi-ttua | tagi-ttula | tagi-ttulit | tagi-ttusi | tagi-ttungu | tagi-ttungut | tagi-ttuni | tagi-ttulik |
| Subjekt   | 1. Pl.   | tagi-ttula  | tagi-ttua | tagi-ttula | tagi-ttulit | tagi-ttusi | tagi-ttungu | tagi-ttungut | tagi-ttuni | tagi-ttulik |
| Subjekt   | 2. Sg.   | tagi-ttulit | tagi-ttua | tagi-ttula | tagi-ttulit | tagi-ttusi | tagi-ttungu | tagi-ttungut | tagi-ttuni | tagi-ttulik |
| Subjekt   | 2. Pl.   | tagi-ttusi  | tagi-ttua | tagi-ttula | tagi-ttulit | tagi-ttusi | tagi-ttungu | tagi-ttungut | tagi-ttuni | tagi-ttulik |
| Subjekt   | 3. Sg.   | —           | tagi-ttua | tagi-ttula | tagi-ttulit | tagi-ttusi | tagi-ttungu | tagi-ttungut | tagi-ttuni | tagi-ttulik |
| Subjekt   | 3. Pl.   | —           | tagi-ttua | tagi-ttula | tagi-ttulit | tagi-ttusi | tagi-ttungu | tagi-ttungut | tagi-ttuni | tagi-ttulik |
| Subjekt   | 4. Sg.   | tagi-ttuni  | tagi-ttua | tagi-ttula | tagi-ttulit | tagi-ttusi | tagi-ttungu | tagi-ttungut | tagi-ttuni | tagi-ttulik |
| Subjekt   | 4. Pl.   | tagi-ttulik | tagi-ttua | tagi-ttula | tagi-ttulit | tagi-ttusi | tagi-ttungu | tagi-ttungut | tagi-ttuni | tagi-ttulik |

|           |          | Intransitiv | Objekt     | Objekt    | Objekt     | Objekt    | Objekt    | Objekt     | Objekt    | Objekt     |
| 1. Sg. O. | 1 Pl. O. | Intransitiv | 2. Sg. O.  | 2. Pl. O. | 3. Sg. O.  | 3. Pl. O. | 4. Sg. O. | 4. Pl. O.  |           |            |
| --------- | -------- | ----------- | ---------- | --------- | ---------- | --------- | --------- | ---------- | --------- | ---------- |
| Subjekt   | 1. Sg.   | tagi-nanga  | tagi-nanga | tagi-nala | tagi-nalit | tagi-nasi | taku-nagu | taku-nagit | tagi-nani | tagi-nalik |
| Subjekt   | 1. Pl.   | tagi-nata   | tagi-nanga | tagi-nala | tagi-nalit | tagi-nasi | taku-nagu | taku-nagit | tagi-nani | tagi-nalik |
| Subjekt   | 2. Sg.   | tagi-nalit  | tagi-nanga | tagi-nala | tagi-nalit | tagi-nasi | taku-nagu | taku-nagit | tagi-nani | tagi-nalik |
| Subjekt   | 2. Pl.   | tagi-nasi   | tagi-nanga | tagi-nala | tagi-nalit | tagi-nasi | taku-nagu | taku-nagit | tagi-nani | tagi-nalik |
| Subjekt   | 3. Sg.   | —           | tagi-nanga | tagi-nala | tagi-nalit | tagi-nasi | taku-nagu | taku-nagit | tagi-nani | tagi-nalik |
| Subjekt   | 3. Pl.   | —           | tagi-nanga | tagi-nala | tagi-nalit | tagi-nasi | taku-nagu | taku-nagit | tagi-nani | tagi-nalik |
| Subjekt   | 4. Sg.   | tagi-nani   | tagi-nanga | tagi-nala | tagi-nalit | tagi-nasi | taku-nagu | taku-nagit | tagi-nani | tagi-nalik |
| Subjekt   | 4. Pl.   | tagi-nalik  | tagi-nanga | tagi-nala | tagi-nalit | tagi-nasi | taku-nagu | taku-nagit | tagi-nani | tagi-nalik |

##### Partizipialis
Der Partizipialis kann mit Ausnahme der 3. Person Objekt nicht in der 4. Person flektiert werden, da hierfür der Kontemporativ eintritt.
|           |          | Intransitiv | Objekt         | Objekt          | Objekt        | Objekt      | Objekt       | Objekt       | Objekt          | Objekt       |
| 1. Sg. O. | 1 Pl. O. | Intransitiv | 2. Sg. O.      | 2. Pl. O.       | 3. Sg. O.     | 3. Pl. O.   | 4. Sg. O.    | 4. Pl. O.    |                 |              |
| --------- | -------- | ----------- | -------------- | --------------- | ------------- | ----------- | ------------ | ------------ | --------------- | ------------ |
| Subjekt   | 1. Sg.   | tagi-lua    | —              | —               | tagi-ngikkit  | tagi-ngitsi | tagi-nginga  | tagi-ngikkut | tagi-ngini      | tagi-ngittik |
| Subjekt   | 1. Pl.   | tagi-luut   | —              | —               | tagi-ngitsiit | tagi-ngitsi | tagi-ngipput | tagi-ngipput | tagi-ngittinni  | tagi-ngittik |
| Subjekt   | 2. Sg.   | tagi-lulit  | tagi-ngimma    | tagi-ngatsinga  | —             | —           | tagi-ngit    | tagi-ngilit  | tagi-ngini      | tagi-ngattik |
| Subjekt   | 2. Pl.   | tagi-lusi   | tagi-ngitsinga | tagi-ngatsinga  | —             | —           | tagi-ngitsi  | tagi-ngitsi  | tagi-ngaatsinni | tagi-ngattik |
| Subjekt   | 3. Sg.   | tagi-loq    | tagi-ngaanga   | tagi-ngaalingit | tagi-ngaalit  | tagi-ngaasi | tagi-ngaa    | tagi-ngaat   | tagi-ngaanni    | tagi-nganni  |
| Subjekt   | 3. Pl.   | tagi-lut    | tagi-ngaannga  | tagi-ngaalingit | tagi-ngaalit  | tagi-ngaasi | tagi-ngaat   | tagi-ngaat   | tagi-ngaattik   | tagi-ngattik |
| Subjekt   | 4. Sg.   | —           | —              | —               | —             | —           | tagi-nginni  | tagi-ngini   | —               | —            |
| Subjekt   | 4. Pl.   | —           | —              | —               | —             | —           | tagi-ngittik | tagi-ngittik | —               | —            |

### Syntax
Im Bereich der Syntax besteht der Unterschied, dass im Ostgrönländischen der Gebrauch der 4. Person Poss. für Objekte verpflichtend ist, weswegen der westgrönländische Satz Piitaq orninniarpaa „Er möchte zu Peter gehen“ zu Piitani orninniarpaa wird.

## Wortschatz
Eine Reihe häufiger westgrönländischer Wörter werden im Ostgrönländischen nicht verwendet. Das Totentabu der Kultur der Tunumiit verbot es, während der Trauerzeit Wörter zu benutzen, die eine Verbindung mit verstorbenen Personen aufweisen, ebenso wie die Personennamen selbst nicht gesagt werden durften. Zahlreiche Wörter mussten dadurch umschrieben werden:
| Westgrönländisch     | Ostgrönländisch                 |
| -------------------- | ------------------------------- |
| kissaviarsuk „Falke“ | nappalikitseq „der Kurzhalsige“ |
| ataata „Vater“       | nakkivik „Herkunftsort“         |
| anaana „Mutter“      | annivik „Ausgang“               |
| qamutit „Schlitten“  | kaattuulit „Rutschmittel“       |
| qajaq „Kajak“        | saqqit „Fortbewegungsmittel“    |
| umiaq „Frauenboot“   | aattaarit „Jagdreisemittel“     |
| qeqertaq „Insel“     | immikkoortoq „die Abgesonderte“ |
| kumak „Laus“         | ujagaq „die Gesuchte“           |
| taseq „See“          | imeq „Wasser“                   |
| ameq „Haut“          | uliivik „Abdeckort“             |

Die Schamanen Ostgrönlands benutzten früher eine spezielle Lexik, die sich durch eine Vielzahl von Archaismen bemerkbar machte, die synchron nicht mehr nachvollziehbar sind. Mit diesen Worten riefen die Schamanen die Hilfsgeister an.